# پرویز میرزا
پرویز میرزا (۲ اکتبر ۱۵۸۹ تا ۲۸ اکتبر ۱۶۲۶) دومین پسر امپراتور جهانگیر شاه از یکی از همسران محبوبش صاحب جمال بيگم بود. او هم‌چنین یکی از نوه‌های اکبر شاه و ملکه مریم‌الزمان بود. دختر پرویز میرزا نادره بانو بیگم، بعدها همسر پسر بزرگ شاه جهان، ولی‌عهد داراشکوه شد.